# كاثرين آبي
كاثرين آبي (بالإنجليزية: Kathryn Abbe)‏ هي مصورة أمريكية، ولدت في 22 سبتمبر 1919 في بروكلين في الولايات المتحدة، وتوفيت في 18 يناير 2014 في بروكفيل في الولايات المتحدة.